# Amenmesse
Amenmesse také Amenmesses je řazen do 19. dynastie jako šestý faraon. Jeho pozice v dynastii je předmětem četných diskusí o nástupnictví po Merenptahovi, jehož legitimním následníkem byl jeho syn Seti II. Toto období je poznamenáno relativním nedostatkem průkazných archeologických záznamů a jednoznačnějších interpretací těch, které byly nalezeny a identifikovány. Nicméně se považuje za prokázané, že ke konci vlády Merenptaha se prohloubily vnitřní rozpory mezi Horním a Dolním Egyptem a otázka nástupnictví byla provázena intrikami palácových skupin a ambicemi vlivných úředníků.

## Nástupnictví po Merenptahovi
Amenmesse ovládal jih země včetně Nubie a sídlo v Thébách. Oproti tomu sídelní město a palác panovníka v Memfis podporovalo nástupnictví Setiho II. Přestože je původ Amenmesse nejistý, nepochybně byl nějak svázán s vládnoucím rodem. Uvádí se, že byl synem Merenptha a jeho vedlejší ženy Takhat, nebo, že byl synem Ramesse II. tedy Merenptahův bratr. Jeho pozice v Horním Egyptu je také dávána do souvislosti s funkcí vicekrále Nubie s jménem Messuwy.
Všeobecně se má zato, že následník Seti II. se trůnu ujal, ale za nejasných okolností došlo k rozpolcení vlády na dominance Amenmesse v Horním Egyptu a Setiho II. v Dolním Egyptu. Navíc problémy s nájezdníky v oblasti delty Nilu se stupňovaly a tíhu událostí nesl Dolní Egypt, tedy Seti II.

## Vezírové
Neopomenutelný vliv měly i palácové vlivové skupiny. Zejména pak vezírové odpovědní za správu země či regionů.
Na straně Amenmesse to byl vezír a soudce Amenmes doložený v kapli Deir el-Madina. Dalším byl Khaemteri více král v Nubii jmenovaný Amenmessem. Služby pro Setiho II. vykonával Pa-Ra-emheb, který nahradil zmíněného Khaemteriho po smrti Amenmesse (podle Hornunga to bylo ve 2. roce vlády) . Pa-Ra-emheb byl později nahrazen vezírem Hori
Svou roli také sehrály početné děti Ramesse II., které také nepochybně usilovaly o podíl na moci a majetku.

## Krize vlády
Dodson

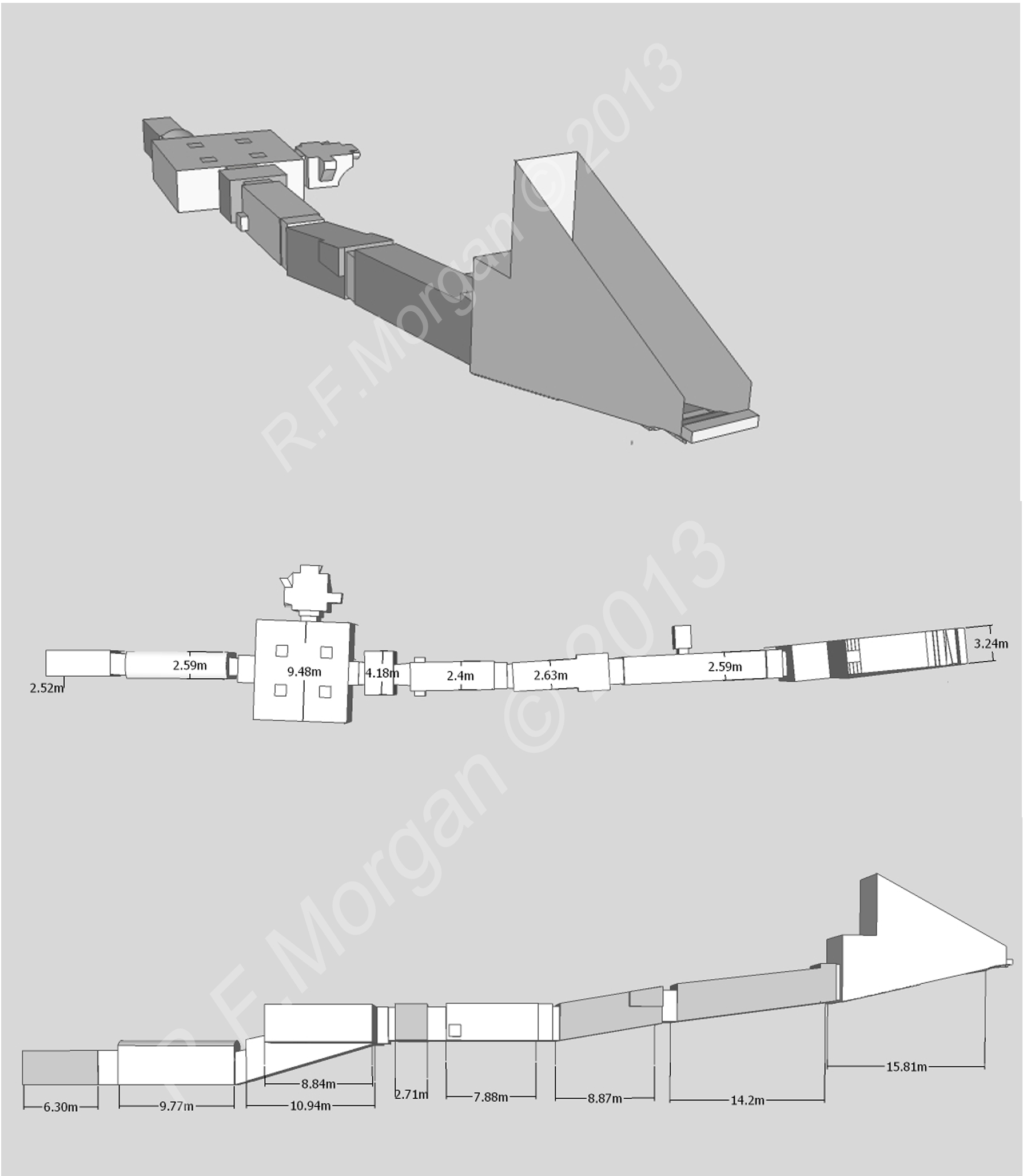
Schema hrobky KV10

 předložil ucelenější pohled na vzniklé dvojvládí a označil Amenmesse za uzurpátora titulu faraona v legální pozici Setiho. K rozpolcení funkcí a vlády došlo krátce po smrti Merenptaha, kdy následník Seti mocensky neprosadil svoji pozici centrálního panovníka a šanci získal rival Amenmesse ovládající již za života Merenptaha Horní Egypt. Zášť proti Setimu ho vedla k poničení Setiho hrobky v Thébách KV15. Nechal otesat postavy a nápisy, což v tehdejším chápání byla ta největší potupa. Po dvou letech vlády Amenmesse zemřel za nejistých okolností. Po jeho smrti Seti II. opět obnovil centrální moc faraona. Na oplátku poničil nápisy v hrobce Amenmesse KV10

## Hrobka
Hrobka KV10 byla poprvé popsána E.Lefeburem. Je poměrně jednoduchá a její vnitřní prostory včetně výzdoby nebyly dokončeny. Scény s Amenmessem stojícm před Re-Harachtejem byly sekundárně poškozeny. V hrobce se nalezly tři mumie, dvou žen a muže, které však nebyly dosud spolehlivě identifikovány. Snad jedině podle zbytku kanopy se jménem Tachat, ženy Amenmese, se předpokládá, že zde byla pohřbena.